# Vermont Public
Vermont Public est une station de télévision publique sans but lucratif de langue anglaise à vocation éducative et culturelle affiliée au réseau PBS. Elle est identifiée à l'antenne et dans les médias comme « Vermont Public » pour la distinguer des autres stations et est distribué à l'aide de quatre transmetteurs numériques situés à Burlington, Rutland, Saint-Johnsbury et Windsor et deux transmetteurs analogiques située à Manchester et Bennington.
Vermont PBS a un objectif non commercial et n'accepte pas de publicités tel que défini par la Federal Communications Commission (FCC).
Les bureaux administratifs sont situés à Burlington et ses studios sont situés à Colchester au Vermont.

## Histoire

Logo de Vermont Public Television

VPT est opérationnel depuis le 16 octobre 1967. Jusqu'au 1er janvier 1998, elle est connue comme le Vermont Educational Television (Vermont ETV). À l'époque, elle diffusait ses émissions et celles du réseau PBS sur une seule chaîne durant la journée et était hors d'ondes durant la nuit. Depuis que Vermont Public Television est passé à la haute définition en 2009, 3 sous-canaux numériques y sont rattachés à son signal dont Create et PBS World. De plus, VPT crée du matériel télévisuel académique pour les enfants et collabore (avec PBS) à une lettre en ligne afin d'aider les enseignants,.

## Mission de Vermont Public
« Educate, Inform, Entertain and Inspire. »
— Slogan du Vermont Public Television
La mission de Vermont Public vise à favoriser chez les résidents du Vermont:
- la compréhension mutuelle des points de vue différents ;
- l'empressement pour les enfants d'apprendre ;
- l'enrichissement personnel par les arts, la culture et le divertissement ;
- l'appréciation et le respect de l'environnement ;
- la participation citoyenne dans les affaires communautaires et civiques.

## Programmation
Dans l'ensemble, la programmation des stations Vermont PBS est caractérisée par le souci d'information et le mandat éducatif. Malgré cela, Vermont PBS est surpassé ces dernières années par la chaîne commerciale WCAX-TV en termes de cotes d'écoute.
Le bulletin de nouvelles PBS NewsHour de Vermont PBS est diffusé chaque soir en début de soirée sur 33.1 et 33.2. De plus VPT diffuse le BBC World News chaque matin en semaine et le Nightly Business Report en fin de soirée. Un magazine d'actualité politique nationale, Washington Week est diffusé les week-ends. Il existe également Vermont This Week, une émission hebdomadaire sur les affaires politiques concernant le Vermont.
Plusieurs émissions pour enfants dont la célèbre émission 1, rue Sésame sont diffusées tous les jours.
À compter de 2009, la programmation culturelle trouve un nouveau créneau sur Create. La couverture des grandes questions internationales a une place importante dans la grille horaire de PBS World.

## Diffusion
Le signal de diffusion atteint tout l'État du Vermont et les régions limitrophes de l'État de New York, du New Hampshire, du nord du Massachusetts et le sud du Québec, y compris les villes de Montréal et Sherbrooke.
L'auditoire québécois de VPT est important pour sa survie. Son auditoire américain principal est situé dans la Vallée du lac Champlain mais doit en partager une partie avec la chaîne éducative Mountain Lake PBS de Plattsburgh.
VPT mis fin aux signaux analogiques le 17 février 2009, comme toutes les autres stations du marché américain. Pour VPT cette transition de l’analogique au signal numérique a un coût économique .
Sur le câble, VPT peut être vu sur Comcast à Burlington au canal 6, à Bennington au canal 7, et à Plattsburgh au canal 3. Au Québec, sur Vidéotron, elle peut être vue sur le 88 en SD sur Illico télé numérique et également au 688 en HD sur les terminaux de nouvelle génération. Ses sous-canaux numériques ne sont pas distribués au Québec. Certains programmes VPT peuvent également être vu sur WGBY-TV au Massachusetts.

## Antennes
Le signal principal de VPT est aussi diffusé sur des ré-émetteurs analogiques W36AX à Manchester et W53AS à Bennington.

## Chaînes numériques terrestre
Les signaux numériques de VPT sont multiplexés.
| Canal virtuel | Résolution | Ratio | Programmation                                                               |
| ------------- | ---------- | ----- | --------------------------------------------------------------------------- |
| 33.1          | 1080i      | 16:9  | Programmation principale de VPT HD / PBS HD                                 |
| 33.2          | 1080i      | 16:9  | Vermont PBS Plus HD                                                         |
| 33.3          | 480i       | 16:9  | Create (en) : programmation d'art, d'artisanat, de cuisine et de jardinage. |
| 33.4          | 480i       | 16:9  | PBS Kids : programmation pour les enfants.                                  |

## Radio
Vermont Public News diffuse à la fréquence 107,9 MHz sur la bande FM d'une puissance de 48 000 watts à partir du Mont Mansfield, atteignant l'île de Montréal.
Le 27 mai 2024, le CRTC accorde une licence de radiodiffusion à Arsenal Media pour une station de radio de musique country à la même fréquence avec une puissance apparente rayonnée (PAR) moyenne de 15 064 watts à Joliette, pouvant causer de l'interférence aux auditeurs québécois. À la suite de contestations du public, le CRTC confirme, le 2 décembre, l'utilisation de cette fréquence.

## Levée de fonds
VPT est le plus petit membre du PBS en Nouvelle-Angleterre. Une part de ses téléspectateurs vit dans le sud du Québec, principalement dans les villes de Montréal et de Sherbrooke. VPT s'appuie aussi sur ses téléspectateurs québécois pour sa survie financière. VPT accepte des dollars canadiens dans ses efforts de collecte de fonds, même si ses levées de fonds publics sont ciblés vers les téléspectateurs du Vermont.

## Prix et honneurs
En octobre 2011, VPT a remporté un prix à la conférence annuelle de l'Association nationale des télécommunications éducatives (NETA) pour la promotion de l'éducation populaire chez les enfants d'âge scolaire.